# Dizoid jezici
Dizoid jezici malena podskupina sjevernoomotskih jezika koji se govore na području Etiopije u regiji Kafa. Njima govori preko 64.000 ljudi, a najgovoreniji su sheko i dizi.
Obuhvaća svega (3) jezika, viz.: dizi 21.100 (1994 popis); nayi 3.660 (1994 popis); i sheko 40.000 (2007).

## Vanjske poveznice
- Ethnologue (14th)
- Ethnologue (15th)